# Шкрбина (Комен)
Шкрбина (словен. Škrbina) — поселення в общині Комен, Регіон Обално-крашка, Словенія. Висота над рівнем моря: 341,7 м.